# Argocoffeopsis subcordata
Argocoffeopsis subcordata är en måreväxtart som först beskrevs av William Philip Hiern, och fick sitt nu gällande namn av Jean Paul Antoine Lebrun. Argocoffeopsis subcordata ingår i släktet Argocoffeopsis och familjen måreväxter. Inga underarter finns listade i Catalogue of Life.